# إكس (أنمي)
إكس (بالإنجليزية: X)‏ هو مسلسل أنمي ياباني مقتبس من مانغا أكس من تأليف كلامب. ومن إخراج يوشياكي  كاواجيري [الإنجليزية]، إنتاج استوديو مادهاوس. عرض الأنمي في 3 أكتوبر عام 2001 واستمر عرضه حتى 27 مارس عام 2002، 24 حلقة + 1 أوفا.

## القصة
تدور أحداث القصة عن كاموي الذي يعود إلى منزله في طوكيو، بعد غياب دام ستة سنوات بناءً على وصية والدته الأخيرة. التي تقول أن يمكنه تغيير مصير العالم، ويجب عليه إلانضمام إلى مجموعة دراغون هيفنز أو دراغون أوف إيرث.

## الشخصيات

### الشخصيات الرئيسية
كاموي شيرو (باليابانية: 司狼 神威، بالروماجي: Shirō Kamu)
أداء صوتي: كينيتشي سوزومورا
كاتوري مونو (باليابانية: 桃生 小鳥، بالروماجي: Monou Kotori)
أداء صوتي: ماميكو نوتو

### دراغون هيفنز
سوراتا أريسوغاوا (باليابانية: 有洙川 空汰، بالروماجي: Arisugawa Sorata)
أداء صوتي: ميتسواكي مادونو
أراشي كيشو (باليابانية: 鬼咒 嵐، بالروماجي: Kishū Arashi)
أداء صوتي: ريوكا يوزوكي
سيتشيرو آوكي (باليابانية: 蒼軌 征一狼، بالروماجي: Aoki Seiichirō)
أداء صوتي: توشيوكي موريكاوا
كارين كاسومي (باليابانية: 夏澄 火煉، بالروماجي: Kasumi Karen)
أداء صوتي: يوكو سومي
يوسوريها نيكوي(باليابانية: 猫依 護刃، بالروماجي: Nekoi Yuzuriha)
أداء صوتي: كومي سكوما

### دراغون أوف إيرث
يوتو كيغاي (باليابانية: 麒飼 遊人، بالروماجي: Kigai Yūto)
أداء صوتي: ميتشياكي فورويا
ساتسوكي ياتوجي (باليابانية: 八頭司 颯姫، بالروماجي: Yatōji Satsuki)
أداء صوتي: هوكو كواشيما
ناتاكو (باليابانية: 那吒، بالروماجي: Nataku)
أداء صوتي: موتوكو كوماي
كاكيو كوزوكي (باليابانية: 玖月 牙暁، بالروماجي: Kuzuki Kakyō)
أداء صوتي: يوجي أويدا
كوساناغي شيو (باليابانية: 志勇草薙، بالروماجي: Shiyū Kusanagi)
أداء صوتي: ماساكي آيزاوا
شوغو أساغي (باليابانية: 浅黄 笙悟، بالروماجي: Asagi Shōgo)
أداء صوتي: توشيهيكو سيكي

### شخصيات أخرى
هينوتو (باليابانية: 丁، بالروماجي: Hinoto)
أداء صوتي: أيا هيساكاوا
كانوي (باليابانية: 庚، بالروماجي: Kanoe)
أداء صوتي: كاهو كودا [الإنجليزية]
توكيكو ماغامي (باليابانية: 真神 時鼓، بالروماجي: Magami Tokiko)
أداء صوتي: ميسا واتانابي
تورو شيرو (باليابانية: 司狼 斗織، بالروماجي: Shirō Tooru)
أداء صوتي: كيكوكو إينوي
سايا مونو (باليابانية: 桃生 紗鵺، بالروماجي: Monou Saya)
أداء صوتي: ميتشيكو نيا
كيوغو مونو (باليابانية: 桃生 鏡護، بالروماجي: Monou Kyōgo)
أداء صوتي: كوجي إيشي
هوكوتو سوميراغي (باليابانية: 皇 北都، بالروماجي: Sumeragi Hokuto)
أداء صوتي: ساتسوكي يوكينو
دايسكي سايكي (باليابانية: 砕軌 玳透، بالروماجي: Saiki Daisuke)
أداء صوتي: كيشو تانياما

## وصلات خارجية
- إكس مانغا على موقع فيز ميديا
- إكس (أنمي) على موقع IMDb (الإنجليزية)
- إكس (أنمي) على موقع فيلمافينيتي (الإسبانية)
- إكس (أنمي) على موقع ليتربوكسد (الإنجليزية)
- إكس (أنمي) على موقع كينوبويسك (الروسية)
- إكس (أنمي) على موقع ألو سيني (الفرنسية)
- إكس (أنمي) على موقع قاعدة بيانات الفيلم (الإنجليزية)
- إكس (أنمي) على موقع ANN anime (الإنجليزية)